# Fuinha-chorona
Fuinha-chorona (Cisticola lais) é uma espécie de ave da família Cisticolidae.
Pode ser encontrada nos seguintes países: Angola, Quénia, Lesoto, Malawi, Moçambique, África do Sul, Essuatíni, Tanzânia, Uganda, Zâmbia e Zimbabwe.
Os seus habitats naturais são: campos rupestres subtropicais ou tropicais.